# Theodore Hall
 (août 2020).
Si vous disposez d'ouvrages ou d'articles de référence ou si vous connaissez des sites web de qualité traitant du thème abordé ici, merci de compléter l'article en donnant les références utiles à sa vérifiabilité et en les liant à la section « Notes et références ».
Pour les articles homonymes, voir Hall.
Theodore Alvin Hall, né Holtzberg le 20 octobre 1925 à Far Rockaway (New York) et mort le 1er novembre 1999 à Cambridge (Angleterre), est un physicien américain et un espion pour le compte de l'URSS.

## Biographie
Sa famille déménage à Upper Manhattan, pendant la grande dépression et le père, d'origine juive, change le nom de sa famille en Hall, afin de mieux s'intégrer et trouver du travail. Theodore fait ses études à l'université d'Harvard. Très doué, il est recruté à l'âge de 19 ans pour le projet Manhattan et travaille à Los Alamos. C'est le plus jeune de l'équipe des scientifiques, pour ce projet qui concerne la bombe atomique. Il décide par conviction politique de transférer des informations au consulat soviétique de New York, alors qu'il est en vacances chez ses parents. Sa femme Joan dira plus tard après sa mort qu'il ne voulait pas de l'émergence d'une puissance nucléaire américaine surmilitarisée et monopolistique. Il se servira plus tard de Saville Sax, son ami communiste d'Harvard, et de Leontine Cohen, comme courriers et boîte aux lettres.
Il n'est pas le seul à partager ces idées à Los Alamos. Klaus Fuchs espionne aussi pour le compte des Soviétiques, sans qu'il soit au courant, ainsi que d'autres scientifiques, non encore identifiés aujourd'hui[réf. nécessaire].
Theodore Hall est mis en rapport par Sax avec un diplomate soviétique à qui il remet les plans du Fat Man, nom de code de la bombe A et ceux-ci, chiffrés, sont aussitôt transmis à Moscou. Le nom de code de Hall est Mlad. Il agit ainsi pendant toute la guerre. Il est interrogé en 1951, mais les investigations s'arrêtent là.
Il quitte Los Alamos après la guerre et entre à l'Université de Chicago pour étudier la biologie. Il travaille à des projets d'avant-garde pour la microanalyse des rayons X, puis il déménage à l'université de Cambridge en 1962. Il était aussi un ardent propagateur de l'appel de Stockholm. 
Atteint de la maladie de Parkinson, il meurt d'un cancer du rein à l'âge de 74 ans.